# Servizio federale di protezione
Il Servizio federale di protezione (in russo Федеральная служба охраны?, Federal'naja služba ochrany), abbreviato FSO (ФСО), è un'agenzia governativa russa che si occupa principalmente della protezione degli alti ranghi dello stato, tra cui il Presidente.
L'origine del servizio risale al Nono Direttorato del KGB; dopo la dissoluzione dell'Unione Sovietica fu istituito il GUO (Glavnoe upravlenie ochrany), che venne riorganizzato nel FSO nel 1996.
Alle dipendenze del FSO vi sono il Servizio di sicurezza presidenziale e il Servizio speciale di comunicazione e informazione. Tra le prerogative del FSO vi sono la possibilità di condurre operazioni di sorveglianza senza mandato, eseguire arresti e dare ordini ad altre agenzie dello Stato.